# Ganbare!!
"Ganbare!!" (顔笑れ!!) é o sexto single lançado pelo grupo idol Japonês Sakura Gakuin. Ele foi lançado no Japão dia 9 de outubro de 2013.

## Faixas

### CD
| Edição Regular |                                 |         |  |
| N.º            | Título                          | Duração |  |
| 1.             | "Ganbare!!" (顔笑れ!!)          |         |  |
| 2.             | "Pumpkin Parade"                |         |  |
| 3.             | "Ganbare!! (instrumental)"      |         |  |
| 4.             | "Pumpkin Parade (instrumental)" |         |  |

| Edição Limitada Tipo A |                                       |                                              |         |  |
| N.º                    | Título                                | Intérprete                                   | Duração |  |
| 1.                     | "Ganbare!!" (顔笑れ!!)                | Sakura Gakuin                                |         |  |
| 2.                     | "Welcome to My Computer"              | Clube de Ciências Kagaku Kyumei Kiko Logica? |         |  |
| 3.                     | "Ganbare!! (instrumental)"            | Sakura Gakuin                                |         |  |
| 4.                     | "Welcome to My Computer (SOUND ONLY)" | Clube de Ciências Kagaku Kyumei Kiko Logica? |         |  |

| Edição Limitada Tipo B |                                          |                             |         |  |
| N.º                    | Título                                   | Artista                     | Duração |  |
| 1.                     | "Ganbare!!" (顔笑れ!!)                   | Sakura Gakuin               |         |  |
| 2.                     | "Acha! Cha! Kare" (あちゃ！ちゃ！カリー) | Clube de Culinária Minipati |         |  |
| 3.                     | "Ganbare!! (instrumental)"               | Sakura Gakuin               |         |  |
| 4.                     | "Acha! Cha! Kare (instrumental)"         | Clube de Culinária Minipati |         |  |

### DVD
| Edição Limitada Tipo A |                           |         |  |
| N.º                    | Título                    | Duração |  |
| 1.                     | "Ganbare!! PV" (顔笑れ!!) |         |  |

| Edição Limitada Tipo B |                               |         |  |
| N.º                    | Título                        | Duração |  |
| 1.                     | ""Onnanoko Zukan" LIVE Video" |         |  |

## Desempenho nas paradas musicais
| Tabela                                     | Melhor posição |
| ------------------------------------------ | -------------- |
| Japão (Oricon Weekly Singles Chart)        | 6              |
| Japão (Billboard Japan Hot 100)            | 60             |
| Japão (TOWER RECORDS Weekly Singles Chart) | 5              |